# Ди Чента, Мануэла
Мануэла Ди Чента (итал. Manuela Di Centa; род. 31 января 1963 года, Палуцца, Удине, Фриули — Венеция-Джулия, Италия) — итальянская лыжница, двукратная олимпийская чемпионка 1994 года, двукратная обладательница Кубка мира (сезоны 1993/1994, 1995/1996), альпинист, политический деятель, тележурналист и деятель международного олимпийского движения.
Старшая сестра двукратного олимпийского чемпиона по лыжным гонкам Джорджо Ди Ченты. Дочь Джорджо и племянница Мануэлы Мартина Ди Чента (род. 2000) также входит в сборную Италии по лыжным гонкам.

## Биография

### Спортивная карьера
Мануэла Ди Чента — одна из двух выдающихся итальянских лыжниц (вместе со Стефанией Бельмондо), которые первыми среди итальянских женщин-лыжниц добились серьёзных успехов на международной арене и составляли главную конкуренцию доминировавшим в 1980-е и 1990-е годы российским гонщицам.
С 1980 года по 1998 год — член итальянской женской сборной по лыжным гонкам. С 1984 года по 1986 год из-за разногласий с президентом Итальянского лыжного союза покидала национальную сборную, в которую вернулась в сезоне 1986/1987 годов.
На Кубке мира дебютировала в сезоне 1981/82 годов. По ходу сезона в двух гонках набирала очки и завершила сезон на 22-м месте классификации.
Первый раз встала на пьедестал в сезоне 1988/89 годов, заняв второе место в немецком Клингентале 13 января 1989 года в гонке 10 км классикой. Первую победу на этапе Кубка мира одержала год спустя — 18 февраля 1990 года в швейцарском Понтрезине выиграла гонку на 15 км коньком. В общей сложности 30 раз была на пьедестале этапов Кубка мира и одержала 14 побед в личных гонках. Два раза выигрывала Большой Хрустальный глобус — в сезонах 1993/1994 (олимпийский цикл) и 1995/1996.
Олимпийские игры 1984 года в Сараево стали её дебютом, где в лучшей для себя гонке на 5 км она была только 24-й. Четыре года спустя на Олимпиаде в Калгари результаты Ди Ченты значительно улучшились. Так в гонке на 20 км коньком она была шестой. В начале 1990-х годов Мануэла Ди Чента становится одним из мировых лидеров, составляя основную конкуренцию советским (затем российским) лыжницам. На Олимпиаде в Альбервиле в 1992 году она выигрывает бронзу в составе эстафеты. На Олимпиаде в Лиллехаммере в 1994 году наступил звездный час итальянской лыжницы. Во всех гонках олимпийской программы она выигрывает медали. Только россиянка Любовь Егорова на равных соперничала с ней на этих играх. Мануэла Ди Чента становится двукратной олимпийской чемпионкой, выиграв гонки на 15 км коньком и 30 км классическим стилем. Также завоевала два серебра в гонках на 5 км классикой и  в преследовании 15 км (в обеих гонках уступила первенство Егоровой). В эстафете вместе с командой выиграла бронзу. В 1998 году стартовала на своей последней Олимпиаде в Нагано, где вновь вместе командой выиграла бронзу в эстафете.
Участвовала в шести чемпионатах мира по лыжным гонкам. Ди Чента ни разу в карьере не становилась чемпионкой мира (постоянно путь к титулу ей преграждали россиянки во главе с мировым лидером Еленой Вяльбе и соотечественница Стефания Бельмондо), но выиграла семь медалей мировых первенств (четыре серебра и три бронзы). Первые медали гонщица выиграла в 1991 году в родном Валь-ди-Фьемме. Две бронзы завоевала в личных гонках - 5 км классикой и 30 км свободным стилем. Серебро выиграла в составе эстафетной четверки. В 1993 году на чемпионате мира в Фалуне выиграла два серебра - в эстафете и в личной гонке на 30 км свободным стилем. На следующем чемпионате мира в Тандер-Бее в 1995 году в период абсолютного доминирования россиянок, выиграла две личные награды - серебро  в марафоне 30 км коньком и бронзу в классическом спринте 5 км. На своем последнем чемпионате 1997 года в Тронхейме не добилась успеха.

### Победные Кубки мира Мануэлы Ди Ченты (2)
| Место | Спортсмен          | Очки |
| ----- | ------------------ | ---- |
| 1     | Мануэла Ди Чента   | 790  |
| 2     | Любовь Егорова     | 740  |
| 3     | Елена Вяльбе       | 570  |
| 4     | Стефания Бельмондо | 481  |
| 5     | Лариса Лазутина    | 458  |

| Место | Спортсмен        | Очки |
| ----- | ---------------- | ---- |
| 1     | Мануэла Ди Чента | 1004 |
| 2     | Елена Вяльбе     | 945  |
| 3     | Лариса Лазутина  | 732  |
| 4     | Нина Гаврылюк    | 717  |
| 5     | Любовь Егорова   | 690  |

### Результаты на Кубке мира
| Сезон   | Генеральный зачет | Генеральный зачет | Дистанционные виды | Дистанционные виды | Спринт | Спринт |
| Сезон   | Очки              | Место             | Очки               | Место              | Очки   | Место  |
| ------- | ----------------- | ----------------- | ------------------ | ------------------ | ------ | ------ |
| 1981/82 | 27                | 22.               | -                  | -                  | -      | -      |
| 1983/84 | 6                 | 49.               | -                  | -                  | -      | -      |
| 1986/87 | 3                 | 49.               | -                  | -                  | -      | -      |
| 1987/88 | 21                | 27.               | -                  | -                  | -      | -      |
| 1988/89 | 91                | 4.                | -                  | -                  | -      | -      |
| 1989/90 | 126               | 5.                | -                  | -                  | -      | -      |
| 1990/91 | 106               | 5.                | -                  | -                  | -      | -      |
| 1991/92 | 54                | 9.                | -                  | -                  | -      | -      |
| 1992/93 | 511               | 5.                | -                  | -                  | -      | -      |
| 1993/94 | 790               | 1.                | -                  | -                  | -      | -      |
| 1994/95 | 163               | 20.               | -                  | -                  | -      | -      |
| 1995/96 | 1004              | 1.                | -                  | -                  | -      | -      |
| 1996/97 | 48                | 41.               | 26                 | 27.                | -      | -      |
| 1997/98 | 134               | 20.               | 48                 | 20.                | 86     | 21.    |

### Другие спортивные достижения
В 2003 году совершила восхождение на Эверест, став 79-й женщиной в мире и первой итальянкой, побывавшей на высшей точке земного шара.

### Работа в национальных и международных спортивных организациях
С 1996 года — член комиссии спортсменов Национального олимпийского комитета Италии, а в 1996 году и с 1998 года по 2002 год — председатель этой комиссии.
С 2000 года — член Исполнительного комитета НОК Италии.
С 2005 года по 2006 год — первый вице-президент НОК Италии.
В 2006 году — мэр Олимпийской деревни в Турине.

#### Работа вМеждународном олимпийском комитете (МОК)
С 1998 года — член Комиссии спортсменов МОК.
В 1999—2010 годах — член МОК.
В 1999 году — член комиссии «МОК-2000».
С 2001 года — член Комиссии МОК по радио и телевидению.

### Журналистская деятельность
С 1999 года работает на канале Rai Tre телекомпании RAI. Вела утреннюю программу Cominciamo bene.
В 2000 году перешла на канал Rai Uno, где стала ведущей программы «Белая линия», посвящённой горам.

### Политическая карьера
Депутат Палаты депутатов Парламента Италии XV (28 апреля 2006 года — 28 апреля 2008 года) и XVI (с 29 апреля 2008 года) созывов.
С 6 июня 2006 года по 28 апреля 2008 года — секретарь X комиссии Палаты депутатов (Трудовая деятельность, торговля и туризм)
C 21 мая 2008 года — член VII комиссии Палаты депутатов (Культура, наука, образование)